# Edmond De Knibber
Victor Edmond De Knibber (Sint-Joost-ten-Node, 23 januari 1875) was een Belgisch boogschutter. 

## Levensloop
De Knibber verzamelde met het Belgisch team drie olympische medailles in de discipline 'bewegend vogeldoel' op de Olympische Spelen van 1920 in Antwerpen. Samen met Hubert Van Innis, Pierre Van Thielt, Alphonse Allaert, Louis Van Beeck, Louis Fierens, Louis Delcon en Jérôme De Mayer behaalde hij goud op de '50 meter' (2701 pt.) en de '33 meter' (2958 pt.) en zilver op de '28 meter' (2924 pt).